# Messenger (cheval)
Messenger est un étalon Pur-sang, ancêtre du cheval Hambletonian 10, qui est l'étalon fondateur de la race du trotteur américain. Il engendra 1335 poulains.

## Description
De par son apparence, Messenger dégage une impression de solidité et de puissance.

## Origines
Messenger est un petit-fils de l'Anglais Flying Childers (considéré comme le premier vrai cheval de course de l'histoire), et donc l'arrière petit-fils de Darley Arabian, l'un des fondateurs de la race pur-sang.